# Lancaster (Minnesota)
Lancaster es una ciudad ubicada en el condado de Kittson en el estado estadounidense de Minnesota. En el Censo de 2010 tenía una población de 340 habitantes y una densidad poblacional de 56,98 personas por km².

## Geografía
Lancaster se encuentra ubicada en las coordenadas 48°51′28″N 96°48′6″O / 48.85778, -96.80167. Según la Oficina del Censo de los Estados Unidos, Lancaster tiene una superficie total de 5.97 km², de la cual 5.96 km² corresponden a tierra firme y (0.04%) 0 km² es agua.

## Demografía
Según el censo de 2010, había 340 personas residiendo en Lancaster. La densidad de población era de 56,98 hab./km². De los 340 habitantes, Lancaster estaba compuesto por el 98.82% blancos, el 0% eran afroamericanos, el 0% eran amerindios, el 0.59% eran asiáticos, el 0% eran isleños del Pacífico, el 0.59% eran de otras razas y el 0% pertenecían a dos o más razas. Del total de la población el 1.47% eran hispanos o latinos de cualquier raza.